# Gustav von Hoppenstedt

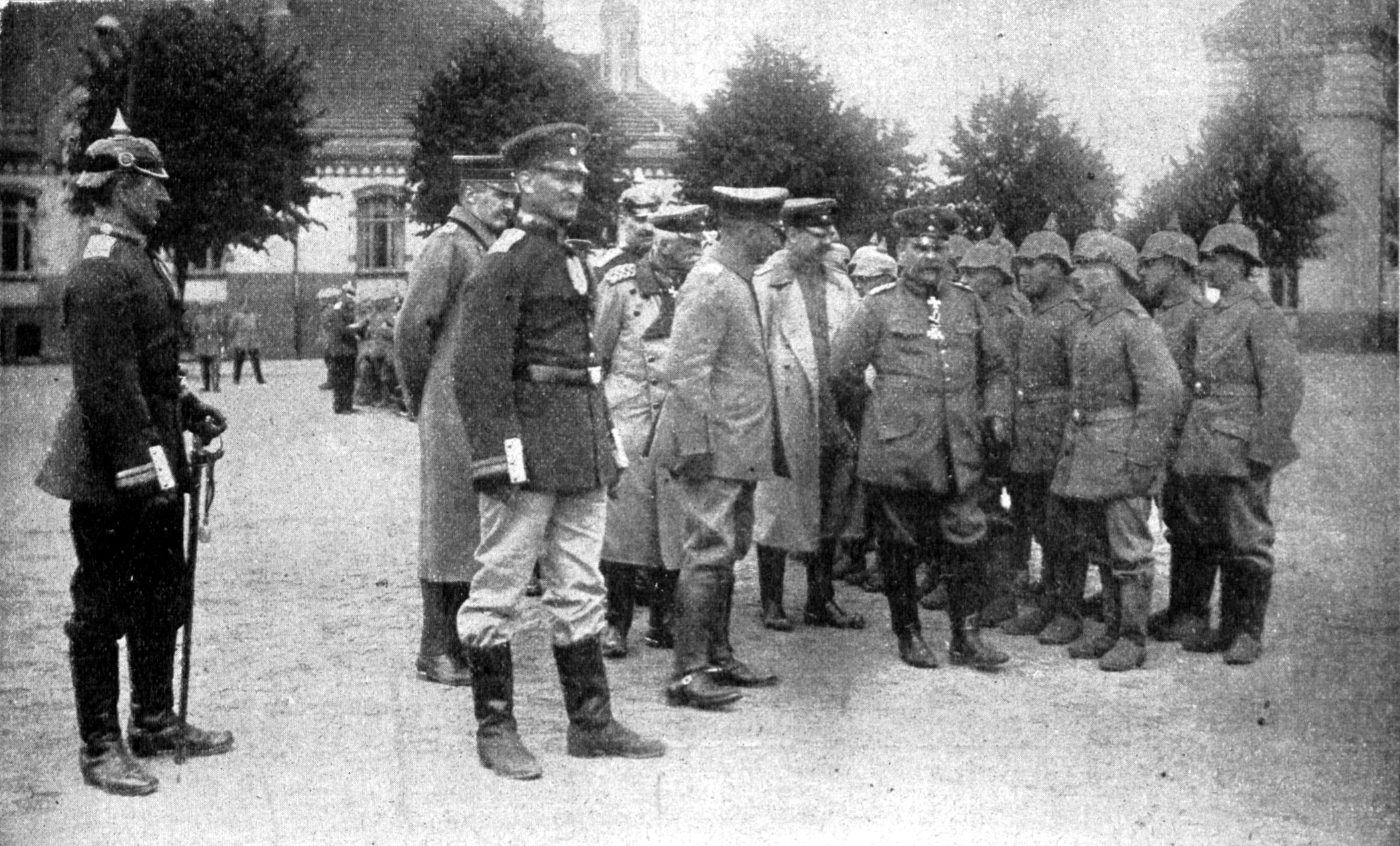
Abschreiten der Front des 162er Ersatzbataillons.

Georg Carl Gustav Hoppenstedt, seit 1907 von Hoppenstedt (* 27. Juni 1847 in Lüneburg; † 6. August 1918 in Kiel) war ein preußischer Generalleutnant.

## Leben

### Herkunft
Gustav war ein Sohn des hannoverschen Geheimen Regierungsrats Wilhelm Hoppenstedt (1815–1891) und dessen Ehefrau Marie, geborene Guichard gen. von Quintus-Icilius (1826–1892).

### Militärkarriere
Hoppenstedt studierte an der Ruprecht-Karls-Universität Rechtswissenschaft. 1866 wurde er im Corps Vandalia Heidelberg recipiert. Er wechselte zur Offizierslaufbahn und trat als Fahnenjunker in das Feldartillerie-Regiment Nr. 10 der Preußischen Armee in Hannover ein. Seit 1868 Sekondeleutnant, nahm er 1870/71 am Krieg gegen Frankreich teil. 1872 wurde er Regimentsadjutant im Feldartillerie-Regiment Nr. 46 in Celle. 1875 avancierte er zum Premierleutnant, 1880 zum Hauptmann im Feldartillerie-Regiment Nr. 62 in Oldenburg. Seit 1887 diente Hoppenstedt als Adjutant des Generalinspekteurs der Feldartillerie in Berlin, ab 1889 als Major, und wurde 1892 Abteilungskommandeur im Hessischen Feldartillerie-Regiment Nr. 11 in Kassel, 1895 Oberstleutnant im Feldartillerie-Regiment Nr. 18 in Frankfurt (Oder) und schließlich 1897 Oberst und Kommandeur des Feldartillerie-Regiments Nr. 21 in Neiße. zum 1. Oktober 1899 erfolgte seine Ernennung zum Kommandeur der 19. Feldartillerie-Brigade in Oldenburg. 1900 wurde er zum Generalmajor befördert und im September 1903 mit dem Großoffizierkreuz des Ordens von Oranien-Nassau ausgezeichnet. Unter Verleihung des Charakters als Generalleutnant wurde Hoppenstedt am 18. Oktober 1903 in Genehmigung seines Abschiedsgesuches mit Pension zur Disposition gestellt.
Seinen Ruhestand verlebte er in Kassel. 1907 wurde er in den erblichen preußischen Adelsstand erhoben.
Während des Ersten Weltkrieges wurde Hoppenstedt wiederverwendet und fungierte als Kommandeur der stellvertretenden 34. Infanterie-Brigade in Schwerin. Als Maximilian von Roehl, Kommandierender General des Stellvertretenden Generalkommandos vom IX. Armee-Korps in Altona, am 5. Juni 1915 den zum Abmarsch bereitstehenden Ersatz in Lübeck besichtigte, war auch der Generalleutnant anwesend. Auf dem obigen Foto steht er neben dem die Front abschreitenden General.

### Familie
Aus seiner am 8. Oktober 1895 in Oldenburg mit Rosanie Freiin von Beaulieu-Marconnay gingen die Tochter Elisabeth (* 1890) und der Sohn Friedrich-Wilhelm (* 1891) hervor.